# XVII Giochi del Mediterraneo
I XVII Giochi del Mediterraneo si sono svolti dal 20 al 30 giugno 2013 a Mersina, in Turchia.

## Candidatura
| Votazione per i XVII Giochi del Mediterraneo 2013 | Votazione per i XVII Giochi del Mediterraneo 2013 | Votazione per i XVII Giochi del Mediterraneo 2013 | Votazione per i XVII Giochi del Mediterraneo 2013 | Votazione per i XVII Giochi del Mediterraneo 2013 |
| Città                                             | Paese                                             | 1ª votazione                                      | 2ª votazione                                      |                                                   |
| ------------------------------------------------- | ------------------------------------------------- | ------------------------------------------------- | ------------------------------------------------- | ------------------------------------------------- |
| Fiume                                             | Croazia                                           | 24                                                | 34                                                |                                                   |
| Mersina                                           | Turchia                                           | 16                                                |                                                   |                                                   |
| Volo                                              | Grecia                                            | 31                                                | 37                                                |                                                   |

I Giochi del Mediterraneo 2013 si sarebbero dovuti svolgere a Volo (Grecia), coinvolgendo anche le città di Larissa e Trikala e l'isola di Scopelo, ma la grave crisi economica del paese ellenico portò allo spostamento della città sede della manifestazione. Il provvedimento venne assunto dopo una lunga serie di passaggi e ultimatum.
A spegnere qualsiasi residua speranza di Volo fu il mancato appoggio economico alla manifestazione da parte del governo greco.
Per ospitare questa edizione dei Giochi del Mediterraneo avevano presentato candidatura anche le città di:
- Mersin, Turchia
- Fiume, Croazia

La scelta venne fatta a Pescara durante l'Assemblea Generale del CIGM, il 27 ottobre 2007 con le votazioni riportate in tabella.
Il 28 gennaio 2011 il Comitato Esecutivo del CIGM, in riunito in sessione straordinaria a Parigi tolse l'organizzazione dell'evento alla città greca di Volo a causa del mancato adempimento degli obblighi assunti nel 2007 al momento dell'assegnazione, tra cui il pagamento dei diritti di organizzazione. Si proposero come sostitute le seguenti città, già candidate per l'edizione del 2017:
- Mersin, Turchia
- Tarragona, Spagna
- Tripoli, Libia

Le tre città dovettero presentare al CIGM le garanzie economico-finanziarie e istituzionali prima che il Comitato Esecutivo scegliesse la nuova città organizzatrice tramite voto via e-mail. La decisione finale venne presa il 23 febbraio 2011 con un solo turno di votazione nel quale la città turca ottenne più del 50% dei voti.

## Sviluppo e preparazione

### Sedi di gara
Lo stadio principale dell'evento fu lo Stadio nuovo di Mersin nel distretto di Yenişehir, che ha ospitò le cerimonie di apertura e chiusura. Fu usato un totale di 25 impianti, ai quali si aggiunsero altri 13 destinati solo agli allenamenti, dislocati, oltre che a Mersina, anche nei distretti di Erdemli, Yenişehir, Yüreğir, Mezitili e nelle città di Adana, Tarso e Kızkalesi.
| Città     | Impianto                                 | Sport                                    | Capacità |
| --------- | ---------------------------------------- | ---------------------------------------- | -------- |
| Mersina   | Nevin Yanıt Athletics Complex            | Atletica                                 | 4.500    |
| Mersina   | Nevin Yanıt Athletics Complex            | Atletica paralimpica                     | 4.500    |
| Mersina   | Università di Mersina                    | Judo                                     |          |
| Mersina   | Università di Mersina                    | Badminton                                |          |
| Mersina   | Università di Mersina                    | Pallavolo (maschile)                     | 500      |
| Mersina   | Servet Tazegül Arena                     | Pallacanestro                            | 7.500    |
| Mersina   | Servet Tazegül Arena                     | Pallavolo (finali)                       | 7.500    |
| Mersina   | Tevfik Sırrı Gür Stadium                 | Calcio                                   | 20.000   |
| Mersina   | Macit Özcan Sports Complex Swimming Pool | Pallanuoto                               |          |
| Mersina   | Mersin Bocce Stadium                     | Bocce                                    | 1.000    |
| Mersina   | Mersin Gymnastic Hall                    | Ginnastica artistica e ritmica           | 1.000    |
| Mersina   | Mersin Olympic Swimming Pool             | Nuoto                                    | 1.000    |
| Mersina   | Mersin Olympic Swimming Pool             | Nuoto paralimpico                        | 1.000    |
| Mersina   | Mersin Marina                            | Vela                                     |          |
| Erdemli   | Erdemli Shooting Range                   | Tiro                                     | 1.550    |
| Erdemli   | Erdemli Sports Hall                      | Sollevamento pesi                        | 500      |
| Yenişehir | Adnan Menderes Blvd                      | Ciclismo                                 |          |
| Yenişehir | Adnan Menderes Blvd                      | Atletica (mezza maratona e marcia 20 km) |          |
| Yenişehir | Yenişehir Tennis Complex                 | Tennis                                   | 3.000    |
| Yenişehir | Edip Buran Arena                         | Taekwondo                                | 1.750    |
| Yenişehir | Edip Buran Arena                         | Karate                                   | 1.750    |
| Yenişehir | Yenişehir Volleyball Facility            | Pallavolo (maschile)                     | 1.000    |
| Yenişehir | CNR Yenişehir Fair Ground Hall           | Scherma                                  |          |
| Yenişehir | CNR Yenişehir Fair Ground Hall           | Tennistavolo                             |          |
| Yenişehir | CNR Yenişehir Fair Ground Hall           | Lotta                                    |          |
| Tarso     | Tarsus Arena                             | Pugilato                                 | 1.500    |
| Tarso     | Burhanettin Kocamaz Stadium              | Calcio                                   | 4.200    |
| Adana     | Lütfullah Aksungur Sports Hall           | Pallamano (maschile)                     | 1.750    |
| Adana     | Diga di Seyhan                           | Canottaggio                              | 1.000    |
| Adana     | Diga di Seyhan                           | Canoa/kayak                              | 1.000    |
| Yüreğir   | Yüreğir Serinevler Arena                 | Pallamano (femminile)                    | 2.500    |
| Kızkalesi | Kızkalesi Beach                          | Beach volley                             |          |
| Mezitli   | Mezitli Sports Hall                      | Judo                                     | 1.500    |
| Mezitli   | Mezitli Sports Hall                      | Karate                                   | 1.500    |

## I Giochi

### Paesi partecipanti
L'unica novità rispetto alle precedenti edizioni è costituita dalla prima partecipazione di una delegazione macedone.
In elenco, i paesi partecipanti in base all'ordine alfabetico:
- Albania
- Algeria
- Andorra
- Bosnia ed Erzegovina
- Cipro
- Croazia
- Egitto
- Francia
- Grecia
- Italia
- Libano
- Libia
- Macedonia
- Malta
- Marocco
- Monaco
- Montenegro
- San Marino
- Serbia
- Siria
- Slovenia
- Spagna
- Tunisia
- Turchia

### Sport
Il Comitato Esecutivo ha dato il via libera all'aggiunta di Taekwondo e Badminton nel programma dei Giochi. È stato inoltre dato il nulla osta all'inserimento dello sci d'acqua come sport dimostrativo.
- Atletica leggera
- Badminton
- Beach volley
- Bocce
- Calcio
- Canoa/kayak
- Canottaggio
- Ciclismo
- Ginnastica artistica e Ginnastica ritmica

- Judo
- Karate
- Lotta
- Nuoto
- Pallacanestro
- Pallamano
- Pallanuoto
- Pallavolo
- Pugilato

- Scherma
- Sci nautico
- Sollevamento pesi
- Taekwondo
- Tennis
- Tennistavolo
- Tiro a segno e Tiro a volo
- Tiro con l'arco
- Vela

### Calendario
| ● | Cerimonia di apertura | ● | Competizioni | ● | Finali | ● | Cerimonia di chiusura |

|                   | Giugno |    |    |    |    |    |    |    |    |    |    |    |    |
| Sport             | 18     | 19 | 20 | 21 | 22 | 23 | 24 | 25 | 26 | 27 | 28 | 29 | 30 |
| Cerimonie         |        |    | ●  |    |    |    |    |    |    |    |    |    | ●  |
| Atletica leggera  |        |    |    |    |    |    |    |    | ●  | ●  | ●  | ●  |    |
| Badminton         |        |    |    |    |    |    |    | ●  | ●  | ●  | ●  | ●  | ●  |
| Beach volley      |        |    |    |    |    |    |    | ●  | ●  | ●  | ●  |    |    |
| Bocce             |        |    |    |    |    |    |    | ●  | ●  | ●  | ●  | ●  |    |
| Calcio            |        | ●  |    | ●  |    | ●  |    | ●  | ●  | ●  |    |    |    |
| Canoa/kayak       |        |    |    |    |    |    |    |    |    | ●  | ●  | ●  |    |
| Canottaggio       |        |    |    | ●  | ●  | ●  |    |    |    |    |    |    |    |
| Ciclismo          |        |    |    |    |    |    |    | ●  |    |    | ●  |    |    |
| Ginnastica        |        |    |    | ●  | ●  | ●  | ●  |    |    |    |    | ●  | ●  |
| Judo              |        |    |    | ●  | ●  | ●  |    |    |    |    |    |    |    |
| Karate            |        |    |    |    |    |    |    |    |    |    | ●  | ●  |    |
| Lotta             |        |    |    |    | ●  | ●  | ●  | ●  | ●  |    |    |    |    |
| Nuoto             |        |    |    | ●  | ●  | ●  | ●  | ●  |    |    |    |    |    |
| Pallanuoto        |        | ●  |    | ●  | ●  | ●  |    | ●  |    |    |    |    |    |
| Pallacanestro     | ●      | ●  |    | ●  | ●  |    |    | ●  |    |    |    |    |    |
| Pallamano         |        |    |    |    | ●  | ●  | ●  | ●  | ●  | ●  | ●  | ●  | ●  |
| Pallavolo         |        |    |    | ●  | ●  | ●  | ●  | ●  | ●  | ●  | ●  | ●  | ●  |
| Pugilato          |        |    |    |    | ●  | ●  | ●  | ●  | ●  |    |    |    |    |
| Scherma           |        |    |    |    | ●  | ●  |    |    |    |    |    |    |    |
| Sci nautico       |        |    |    |    | ●  | ●  |    |    |    |    |    |    |    |
| Sollevamento pesi |        |    |    | ●  | ●  | ●  | ●  | ●  | ●  |    |    |    |    |
| Taekwondo         |        |    |    | ●  | ●  | ●  |    |    |    |    |    |    |    |
| Tennis            |        |    |    |    |    |    | ●  | ●  | ●  | ●  | ●  | ●  |    |
| Tennistavolo      |        |    |    |    |    |    |    | ●  | ●  | ●  | ●  | ●  |    |
| Tiro              |        |    |    |    |    | ●  | ●  | ●  | ●  | ●  | ●  |    |    |
| Tiro con l'arco   |        |    |    |    | ●  | ●  | ●  |    |    |    |    |    |    |
| Vela              |        |    |    | ●  | ●  | ●  |    | ●  | ●  | ●  |    |    |    |
| Giugno            | 18     | 19 | 20 | 21 | 22 | 23 | 24 | 25 | 26 | 27 | 28 | 29 | 30 |

## Immagine dei Giochi

### Logo e mascotte
Il logo ufficiale di questa edizione dei giochi del Mediterraneo presenta una tartaruga marina (Caretta caretta) che esce dal mare, con acqua nella parte inferiore. Nella parte superiore è presente, alle sue spalle, un'arancia che rappresenta la secca estate subtropicale mediterranea.
Karetta è la mascotte ufficiale dei giochi di Mersin. Gli organizzatori hanno promosso i Giochi 2013 attraverso la loro mascotte, portandola in eventi quali la 34ª Maratona di Istanbul.